# Granite du Rotondo

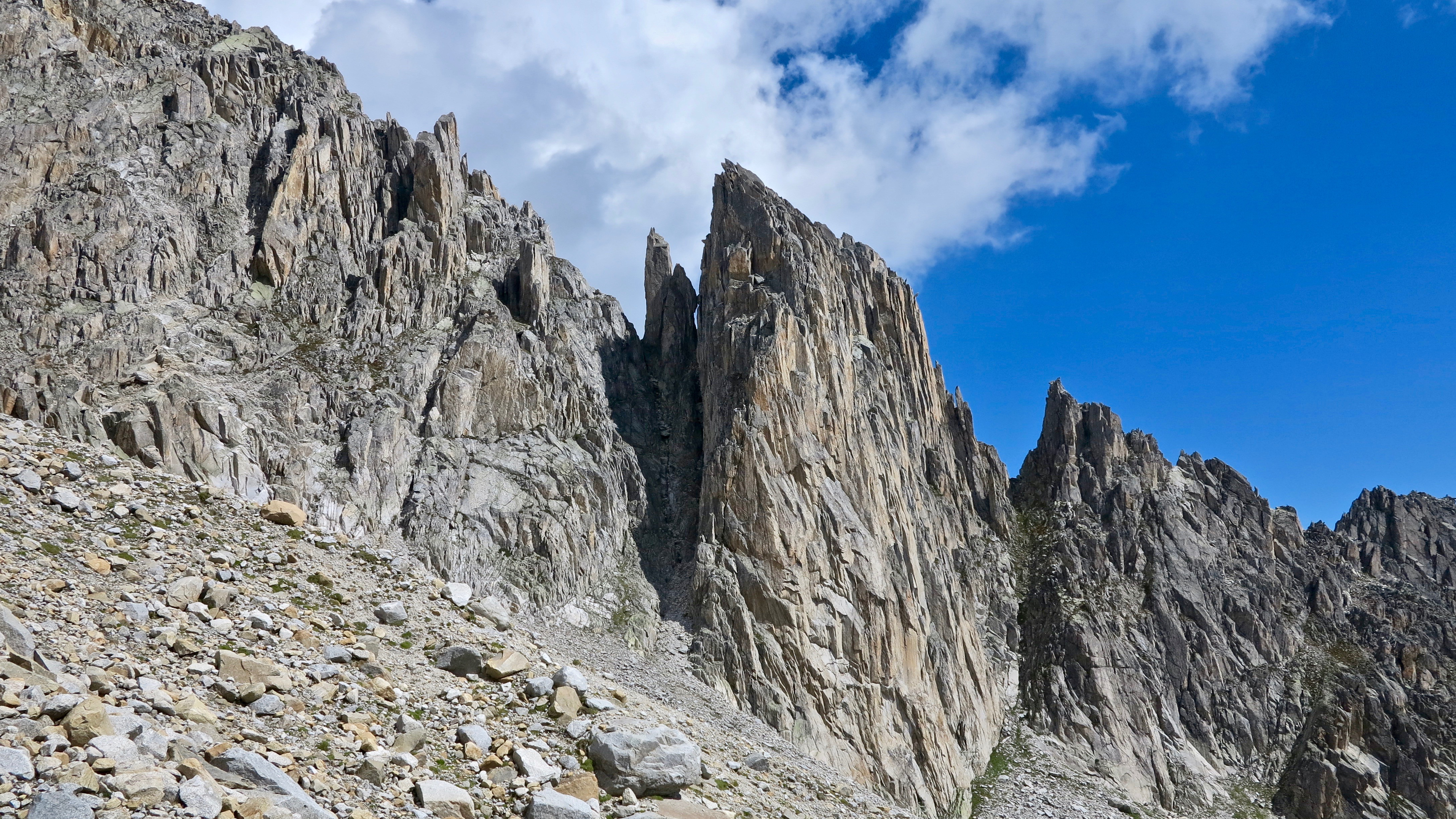
Arête rocheuse formée de granite du Rotondo.

Le granite du Rotondo est une intrusion granitique tardivarisque située dans le massif du Saint-Gothard en Suisse. Il tire son nom du sommet Pizzo Rotondo. 

## Description
Il se présente sous la forme d’un granite fin à moyen. Contrairement à d’autres intrusions granitiques présentes dans le massif du Gothard (granite du Gamsboden et granite de la Fibbia), la foliation y est très peu développée et est principalement visible aux alentours des zones de cisaillement. L’intrusion a été datée d’un âge d’environ 294 Ma. En surface, le granite affleure sur une surface de 20-25 km2.

## Intérêt

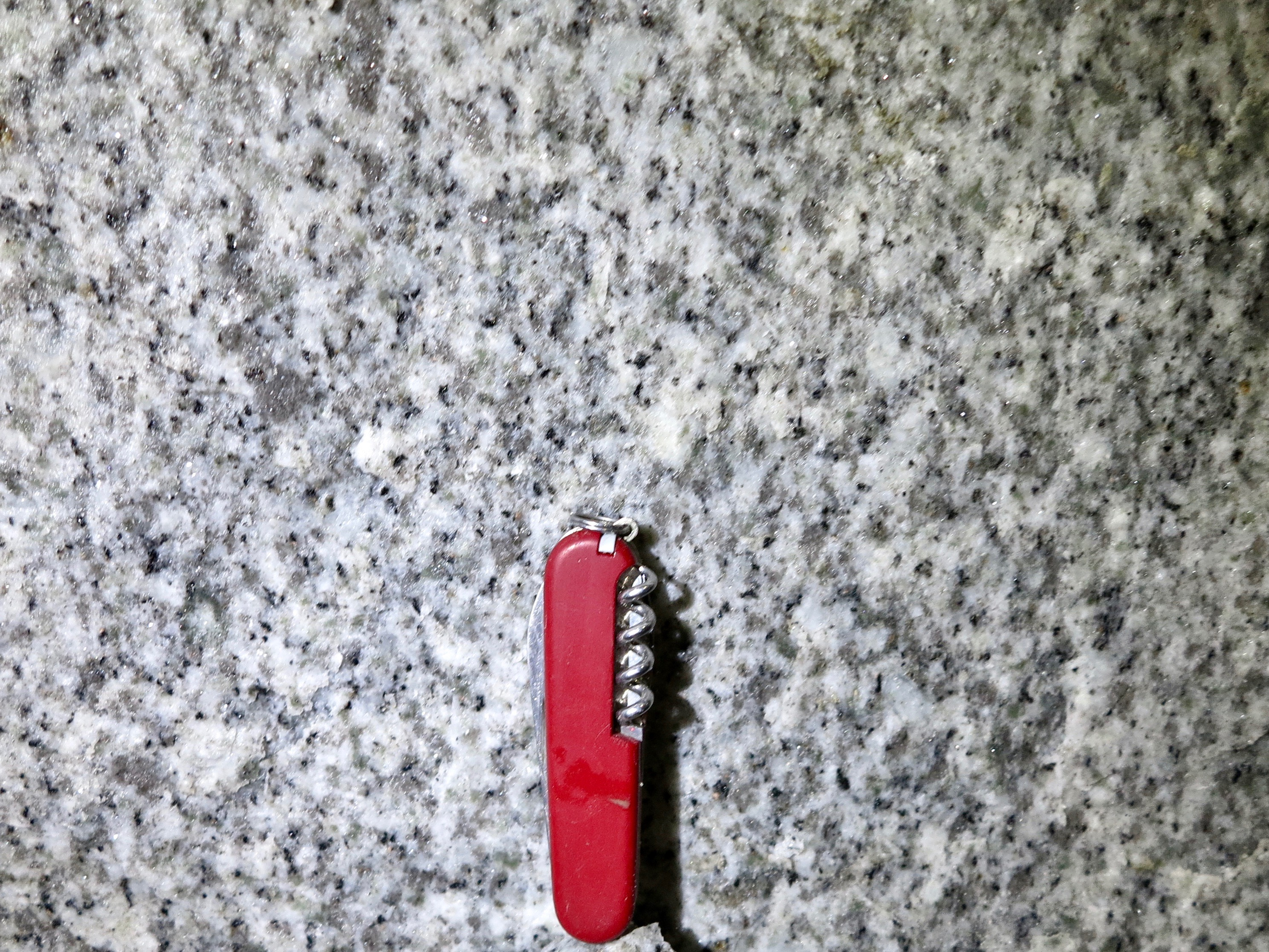
Surface fraîche de granite du Rotondo dans le tunnel de Bedretto.

Le Laboratoire souterrain de Bedretto (en anglais "Bedretto Underground Laboratory for Geoenergies"), situé dans le tunnel (ou fenêtre) de Bedretto, mène des recherches sur la géothermie profonde dans le granite du Rotondo. Le site a notamment été choisi en raison des similitudes que présente cette roche avec les celles susceptibles d’être trouvées à une profondeur de 4 à 5 kilomètres sous le plateau suisse.